# Torsión gástrica
El síndrome de dilatación-torsión de estómago es una enfermedad aguda que puede presentarse en animales domésticos, principalmente perros y ganado, aunque no en gatos, de pronóstico muy grave y que debe ser tratada con la máxima urgencia, ya que puede acabar con la vida del perro en cuestión de horas. Su tasa de mortalidad es muy elevada, situándose en los perros tratados a tiempo alrededor del treinta y cinco por ciento y en los no tratados en el cien por ciento.

## Causas

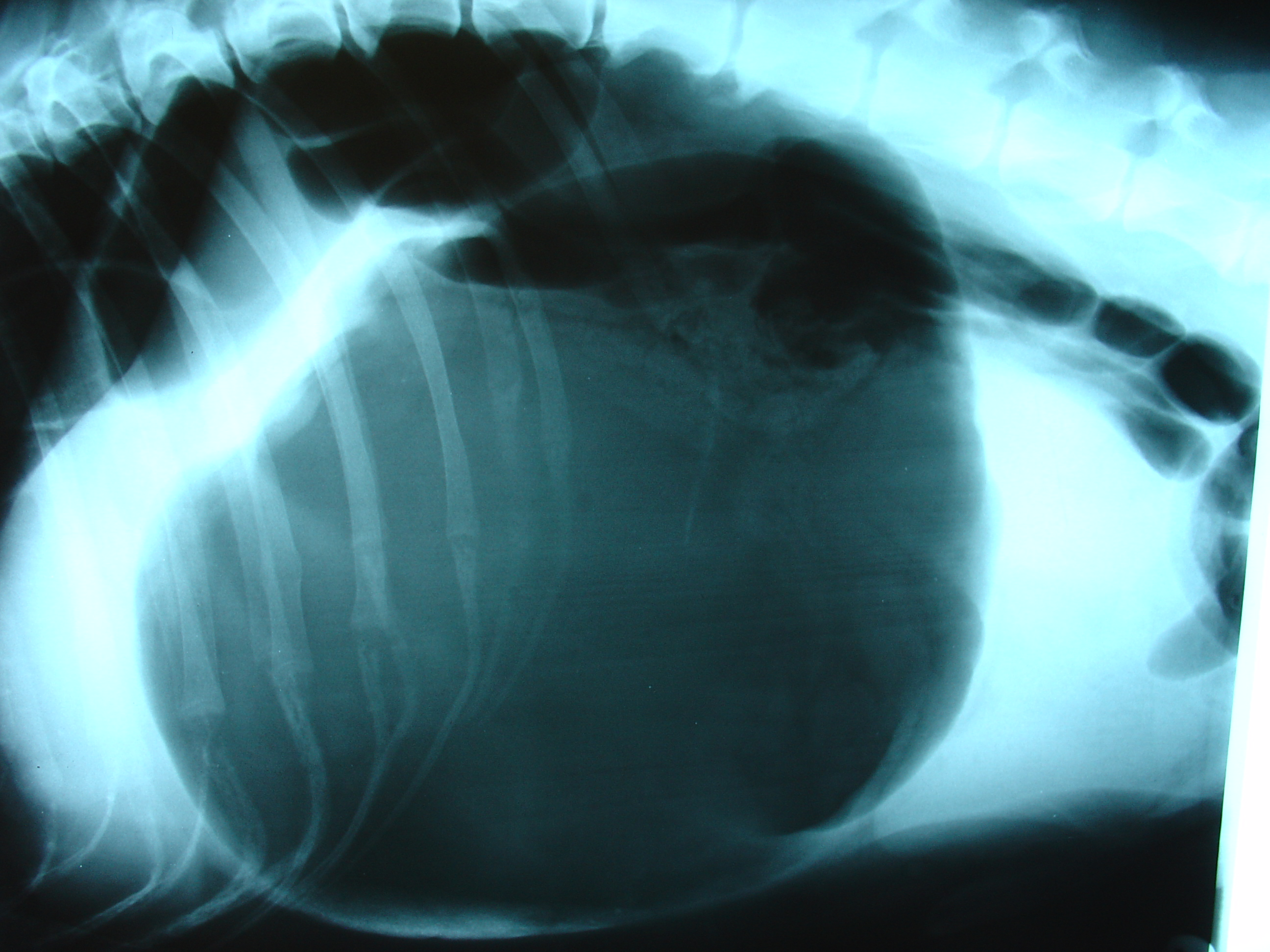
Radiografía de un perro con torsión gástrica.

Aunque las causas no están completamente aclaradas, la teoría más extendida es que debido a la acumulación de gases el estómago se dilata hasta un punto en que los ligamentos que lo fijan no lo sujetan y el peso del bazo, situado pegado al estómago, produce el giro del intestino. Esto provoca un colapso en el riego sanguíneo, ya que las arterias y venas que discurren por el estómago se estrangulan, impidiendo que la sangre llegue a otros órganos vitales, que la sangre se oxigene correctamente y produciendo arritmias cardíacas; derivando finalmente en un shock de fatales consecuencias.
Si bien puede sufrirla cualquier perro, sin importar tamaño o raza, las razas más propensas a padecer esta enfermedad son aquellas de pecho profundo y estómago distendido y de tamaño grande o moloso (dóberman, pastor alemán, chow chow, San Bernardo, dálmata, galgo etc). Es bastante más frecuente en perros de raza que en mestizos.
Aunque no se tiene conocimiento de las causas exactas, sí se conocen algunos factores que inciden en su aparición como las comidas copiosas y en una sola vez, comer demasiado rápido, beber abundantemente y comer antes y después de realizar ejercicio, situaciones de estrés durante la alimentación. También parece existir una predisposición genética.

## Síntomas
Los síntomas que suele presentar son:
- Tiene dolor e inflamación en la zona abdominal, si se golpea la zona con la mano sonará como un tambor.

- Posición del cuerpo: cabeza y la cola hacia abajo, con la espalda encorvada. Con las patas hacia los lados, intentando ensancharse
- Inquietud: camina de un lado a otro, torpemente. Es incapaz de estarse sentado
- Tose mucho, tiene arcadas y eructa
- Respiración dificultosa
- Babea y vomita un líquido blanco y viscoso
- Falta de energía
- Encías pálidas
- Pulso débil
- Desmayos
- Entra en shock

Vídeo ilustrativo (en inglés)

## Tratamiento
Ante estos síntomas, acudir urgentemente al veterinario; cuanto antes se acuda mayores serán las posibilidades de sobrevivir de nuestra mascota.
En cuanto a la prevención, se recomienda:
- Dar de comer al menos en dos raciones diarias.
- Evitar el ejercicio antes y, sobre todo, después de las comidas si estas son cuantiosas.
- Evitar las situaciones de estrés durante la alimentación (perras en celo, peleas de perros…)
- Controlar la ingesta de agua después de la comida.
- No dejar la comida siempre a disposición del animal, pues no sabremos ni cuándo ni cuánto habrá comido.